# Kurchi, Virajpet
Kurchi là một làng thuộc tehsil Virajpet, huyện Kodagu, bang Karnataka, Ấn Độ.